# Cinema de l'Índia

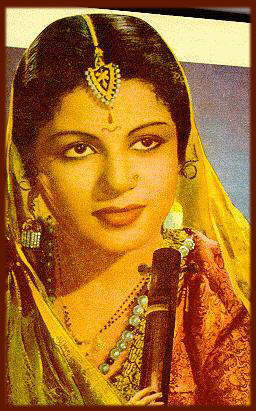
L'actriu M. S. Subbulakshmi a Meera, 1945.

La indústria del cinema de l'Índia és la més important del món en termes numèrics quant al volum de llargmetratges i curtmetratges anuals. El país produeix el 73 % dels ingressos per l'edició de pel·lícules a la zona d'Àsia-Pacífic. Els indis són els ciutadans del món que més acudeixen al cinema, amb xifres rècord que han aconseguit els mil milions de persones en tres mesos, índex afavorit per l'ínfim cost de les entrades, pels volts dels 17 cèntims d'euro. A l'Índia, les pel·lícules amb major audiència són les de producció local, i se'n produeixen una mitjana de 1.000 cada any. Al seu torn, en els últims anys, el cinema indi s'ha estès a la resta del món amb alguns èxits, sobretot en països amb un gran nombre de ciutadans indis immigrants.
Encara que els germans Lumière van visitar per primera vegada l'Índia en 1896, no seria fins a 1913 quan es va produir i editar la primera pel·lícula índia, Raja Harishchandra, dirigida pel pare del cinema indi Dadasaheb Phalke, i que tracta sobre un tema mitològic que s'ha convertit, fins a l'actualitat, en la temàtica central del cinema indi.
A pesar que la indústria cinematogràfica índia ha estat coneguda en occident pel seu volum de manera recent, a en els anys 30 el nombre de pel·lícules superava el centenar per any. Amb l'aparició del cinema sonor en 1931 (Alam Ara), les productores es van instal·lar en diferents llocs, en relació amb les llengües: Bombai (pel hindí, conegut popularment com a Bollywood), Tollygunge (per al cinema en bengalí), Kerala (en Malaiàlam, conegut com a Mollywood), Kodambakkam (en Tàmil, conegut com a Kollywood), Madras i Calcuta. No obstant això, el hindí representava la majoria de la producció, amb el 83 % de les pel·lícules, encara que en l'actualitat el percentatge baixa fins al 29 %. L'hindi, el tàmil i el telugu (Tollywood) són les tres llengües amb major producció, si bé es produeixen films en una vintena d'idiomes.
La temàtica transcorria des del mitològic fins a les històries d'amor tradicionals, tot això envoltat de balls i danses tradicionals en un model de musical propi, donant com a resultat un cinema amb una idiosincrasia ben marcada. No obstant això, alguns directors, com a K. A. Abbas (Els fills de la terra, 1946), van manifestar les seves preocupacions socials, coincidint amb el procés d'independència de l'Índia.
El 1954, ja com a estat independent, va aparéixer de la primera pel·lícula sonora índia no musical (Munna, de K. A. Abbas). Els primers directors de cinema reconeguts internacionalment van ser Satyajit Ray (bengalí), Shekhar Kapur i Mrinal Sen.
El cinema indi, a més de rebre la influències pròpies de la cultura del país, ha estat capaç d'influir en el musical en llengua anglesa, en figures com Andrew Lloyd Webber o Baz Luhrmann.

## Galeria
- Raja Harishchandra (1913).
- Vidyapati (1937).